# 야마사키 다이치
야마사키 다이치(일본어: 山﨑 大地, 2001년 1월 8일 ~ )는 일본의 축구 선수이다.

## 구단 경력
2023년 J1리그의 산프레체 히로시마에 입단하였다.

## 국가대표팀 경력
그는 2017년 FIFA U-17 월드컵에 참가할 일본 U-17 국가대표팀에 발탁되었으며, 1경기에 출전했다.
2022년 아시안 게임에도 출전, 은메달 획득에 기여했다.